# Asthenochloa
Asthenochloa Buse é um género botânico pertencente à família Poaceae, subfamília Panicoideae, tribo Andropogoneae.
É um gênero composto por uma única espécie. Ocorre nas regiões tropicais da Ásia.

## Sinônimo
- Garnotiella Stapf

## Espécie
- Asthenochloa tenera Buese